# Шепердсвілл (Кентуккі)
Шепердсвілл (англ. Shepherdsville) — місто (англ. city) в США, в окрузі Буллітт штату Кентуккі. Населення — 14 201 особа (2020).

## Географія
Шепердсвілл розташований за координатами 37°59′17″ пн. ш. 85°42′33″ зх. д. / 37.98806° пн. ш. 85.70917° зх. д. (37.988053, -85.709198).  За даними Бюро перепису населення США в 2010 році місто мало площу 25,83 км², з яких 25,05 км² — суходіл та 0,78 км² — водойми. В 2017 році площа становила 38,38 км², з яких 37,58 км² — суходіл та 0,80 км² — водойми.

## Демографія
Згідно з переписом 2010 року, у місті мешкали 11 222 особи в 4199 домогосподарствах у складі 2963 родин. Густота населення становила 434 особи/км².  Було 4483 помешкання (174/км²).
Расовий склад населення:
| - 95,8 % — білих - 1,0 % — чорних або афроамериканців - 0,6 % — азіатів - 0,4 % — корінних американців |

До двох чи більше рас належало 1,6 %. Частка іспаномовних становила 1,6 % від усіх жителів.
За віковим діапазоном населення розподілялося таким чином: 28,9 % — особи молодші 18 років, 62,9 % — особи у віці 18—64 років, 8,2 % — особи у віці 65 років та старші. Медіана віку мешканця становила 30,9 року. На 100 осіб жіночої статі у місті припадало 96,9 чоловіків;  на 100 жінок у віці від 18 років та старших — 91,2 чоловіків також старших 18 років.
Середній дохід на одне домашнє господарство  становив 54 190 доларів США (медіана — 45 945), а середній дохід на одну сім'ю — 59 281 долар (медіана — 52 780). Медіана доходів становила 37 992 долари для чоловіків та 32 650 доларів для жінок. За межею бідності перебувало 16,9 % осіб, у тому числі 24,4 % дітей у віці до 18 років та 15,6 % осіб у віці 65 років та старших.
Цивільне працевлаштоване населення становило 5602 особи. Основні галузі зайнятості: виробництво — 16,8 %, освіта, охорона здоров'я та соціальна допомога — 15,6 %, транспорт — 12,9 %, роздрібна торгівля — 11,9 %.